# امرأة (أغنية)
امرأة (بالإنجليزية: Woman)‏ أغنية كتبها وأداها جون لينون من ألبومه «خيال مضاعف» لعام 1980، إختار لينون الأغنية لتكون ثاني أغنية يتم إصدارها من الألبوم، وهي أول أغنية منفردة من أغاني لينون تصدر بعد مقتله في 8 ديسمبر 1980. الجانب الثاني من الإسطوانة هي أغنية لزوجته «يوكو اونو» بعنوان «صبية جميلة». كتب لينون أغنية «امرأة» كقصيدة لزوجته يوكو أونو، ولجميع النساء، وتبدأ الأغنية بصوت لينون يهمس: «للنصف الآخر من السماء»، وهي إعادة صياغة لمثل صيني، إستخدمه ماو تسي تونج ذات مرة.

## خلفية الأغنية
في مقابلة مع مجلة رولينج ستون في 5 ديسمبر 1980، قال جون لينون:  «إن الأغنية ظهرت لأنني، بعد ظهر يوم مشمس في برمودا، صدمني فجأة ما تفعله النساء لنا، ليس فقط ما تفعله يوكو لي، على الرغم من أنني كنت أفكر وأنا اكتبها إنها أغنية شخصية... لكن أي حقيقة في الحياة، هي عالمية، ما بدا لي هو أمر كنت أعتبره مفروغًا منه... النساء حقًا هن النصف الآخر من السماء، كما أهمس في بداية الأغنية، إنها» نحن أو لا شيء «. في نفس المقابلة، يواصل لينون فيقول:» هذه الأغنية هي أكثر أغنية في البومي هذا تشبه أعمال البيتلز القديمة، وهي النسخة الناضجة من أغنيتي مع البيتلز "فتاة Girl". من نواح كثيرة، هذه الأغنية هي إعتذار من لينون إلى زوجته يوكو، في عام 1973، كان الزوجان يواجهان مشاكل في زواجهما، لذلك وافقت يوكو على توقيف علاقتهما وترك جون يزرع شوفانه، لقد فعل ذلك، حيث أقام علاقة مع مساعدته ماي بانغ وإنخرط في بعض السلوك الجامح. أشار لينون إلى هذه الفترة بأسم «عطلة نهاية الإسبوع المفقودة»، والتي استمرت حوالي 18 شهرًا.
كتب بول مكارتني في عام 1966 أغنية تحمل نفس الاسم، «امرأة»، غناها الثنائي البريطاني «بيتر وجوردون»، ووضع عليها مكارتني أسم مستعار هو (برنارد ويب)، وكانت فكرته إنه أراد معرفة هل سيكون عمله ناجحًا بدون وضع أكلاشيه (لينون - مكارتني). أعاد المنتج الغنائي «جيفين» إصدار الأغنية كجزء من سلسلة إسطوانات «روائع العودة إلى الوراء»، وعلى الوجه الآخر من الإسطوانة كانت أغنية لينون الأخرى من نفس الألبوم «البدء من جديد». حلت أغنية «امرأة» في المرتبة الأولى في المملكة المتحدة، محل أغنية لينون الأخرى «تخيل»، كانت هذه هي المرة الأولى التي يحل فيها فنان محل نفسه في المركز الأول في البلاد منذ أن قام فريق البيتلز بذلك في عام 1963، بأغنيتي «إنها تحبك» و «أريد أن أمسك يدك».
أنتجت يوكو أونو فيلمًا ترويجيًا للأغنية في يناير 1981. وطوال معظم الفيديو، شوهد لينون وأونو يسيران عبر سنترال بارك بالقرب من حقول الفراولة على الجانب الآخر من داكوتا، أخرج هذه اللقطات المصور إيثان راسل في 26 نوفمبر 1980. كما تم تضمين لقطات أخرى لأونو وحدها، إلى جانب الصور والتغطية الصحفية لقتل لينون.

## كلمات الأغنية
«إلى أين نذهب يا رفاق؟» "?Where we going fellas"
(للنصف الآخر من السماء) (For the other half of the sky)
امرأة Woman
بالكاد أستطيع التعبير I can hardly express
عن مشاعري المختلطة بدون تفكير My mixed emotions at my thoughtlessness
في النهاية، أنا مدين لكِ إلى الأبد After all, I'm forever in your debt
وامرأة And woman
سأحاول التعبير I will try to express
عن شعوري الداخلي وعرفاني My inner feeling and thankfulness
لأنك جعلتيني أرى معنى النجاح For showing me the meaning of success
حسنًا، حسنًا Ooh, well, well
دو، دو، دو، دو، دو Doo, doo, doo, doo, doo
حسنًا، حسنًا Ooh, well, well
دو، دو، دو، دو، دو Doo, doo, doo, doo, doo
امرأة Woman
أنا أعلم أنكِ تفهمِ I know you understand
الطفل الصغير داخل الرجل The little child inside the man
من فضلكِ تذكرِ إن حياتي بين يديكِ Please remember my life is in your hands
وامرأة And woman
ضعيني بالقرب من قلبك Hold me close to your heart
مهما كانت المسافة بعيدة، لا تفرق بيننا However distant, don't keep us apart
في النهاية، هو مكتوب في النجوم After all it is written in the stars
حسنًا، حسنًا Ooh, well, well
دو، دو، دو، دو، دو Doo, doo, doo, doo, doo
حسنًا، حسنًا Ooh, well, well
دو، دو، دو، دو، دو Doo, doo, doo, doo, doo
امرأة Woman
واسمحي لي أن أشرح Please let me explain
لم أقصد أبدًا أن أسبب لكِ الآسى أو الألم I never meant to cause you sorrow or pain
لذا دعيني أخبرك مرارا وتكرارا So let me tell you again and again and again
أنا أحبك، أجل، أجل I love you, yeah, yeah
الآن وإلى الآبد Now and forever
أنا أحبك، أجل، أجل I love you, yeah, yeah
الآن وإلى الآبد Now and forever
أنا أحبك، أجل، أجل I love you, yeah, yeah
الآن وإلى الآبد Now and forever
أنا أحبك، أجل، أجل I love you, yeah, yeah

## الأغنية علي قوائم المبيعات
ظهرت الأغنية في المرتبة الثالثة في موطن لينون في المملكة المتحدة، ثم إنتقلت إلى المرتبة الثانية ووصلت أخيرًا إلى المرتبة الأولى، حيث أمضت أسبوعين، لتتغلب على الصدارة التي كانت تحتله أغنية أخرى لنفس المغني وهي بعنوان «تخيل Imagine». في الولايات المتحدة، بلغت الأغنية المنفردة ذروتها في المرتبة الثانية في قوائم البيلبورد وأبعدها عن المركز الأول أغنية فريق ريو سبيدواجون «استمر في حبك REO Speedwagon»Keep On Loving You  واغنية فريق بلوندي «بهجة Blondie»Rapture، بينما وصلت إلى المركز الأول في قائمة أفضل 100 أغنية على الكاش بوكس. حصلت الأغنية على جائزة ذهبية من ريكورديد ميوزك إن زيت (منظمة غير ربحية لإنتاج التسجيلات وتشرف على توزيع جوائز الموسيقى النيوزلندية كل سنة).

## طاقم تسجيل الأغنية
- جون لينون: غناء وجيتار صوتي
- إيرل سليك وهيو مكراكين: جيتار رئيسي
- توني ليفين: جيتار باس
- جورج سمول: بيانو وبيانو كهربائي، جهاز مزج Synthesizer (آلة موسيقية إلكترونية، يتم تشغيلها عادةً بواسطة لوحة مفاتيح، وتنتج مجموعة متنوعة من الأصوات)
- آندي نيومارك: طبول
- آرثر جنكينز: إيقاع
- دعم غناء: ميشيل سيمبسون، كاساندرا ووتين، شيريل ماسون جاكس، إريك تروير.

### نسخ مختلفة للاغنية
- قدم فريق الشادوز نسخة عزف موسيقي من الأغنية مع مزجها بأغنية لينون الأخرى «تخيل».[21]
- سجل فريق «إخوة الإنسان» نسخة من الأغنية في عام 1981، ظهرت في ألبومه 20 أغنية حب.[22]
- سجل مغني الروك البريطاني الأسطوري «أوزي أوزبورن» نسخته عام 2005 وتضمنها ألبومه «متخفي»[23]
- ظهرت نسخة «بن جيلين» في عام 2007 ضمن البوم «الكيان اللحظي: حملة منظمة العفو الدولية لإنقاذ دارفور»[24]
- وضعت لعبة فيديو النينتندو عام 2008 الأغنية كأغنية يمكن تشغيلها.[25]

## وصلات خارجية
https://vimeo.com/243125514 امرأة (أغنية)
https://www.songfacts.com/facts/john-lennon/woman امرأة (أغنية)
https://www.beatlesbible.com/people/john-lennon/songs/woman/ امرأة (أغنية)
https://www.imdb.com/title/tt9057416/ امرأة (أغنية)
https://web.archive.org/web/20190708022508/https://www.discogs.com/John-Lennon-Woman/master/73020 امرأة (أغنية)
https://www.billboard.com/music/john-lennon/chart-history/hot-100/song/343178 امرأة (أغنية)
https://www.instagram.com/p/B9er6ytpOrp/?hl=en امرأة (أغنية)
https://secondhandsongs.com/work/11369/versions امرأة (أغنية)